# Laphria fernaldi
Laphria fernaldi är en tvåvingeart som först beskrevs av Werner Back 1904.  Laphria fernaldi ingår i släktet Laphria och familjen rovflugor. Inga underarter finns listade i Catalogue of Life.